# Миролюбовка (Маловисковская городская община)
Миролюбовка (укр. Миролюбівка, до 2016 г. — Кировка) — село в Маловисковской городской общине Новоукраинского района Кировоградской области Украины.
До 2016 года село носило название Кировка.
Население по переписи 2001 года составляло 830 человек. Почтовый индекс — 26213. Телефонный код — 5258. Код КОАТУУ — 3523182001.

## История
В 1936 году указом ПВС УССР село Миролюбовка переименовано в Кирово.
До 2020 года село входило в Маловисковский район

## Известные люди
- Эрдели, Ксения Александровна — арфистка, народная артистка СССР (1966)